# Anua satanas
Anua satanas là một loài bướm đêm trong họ Erebidae.